# Hear 'n Aid

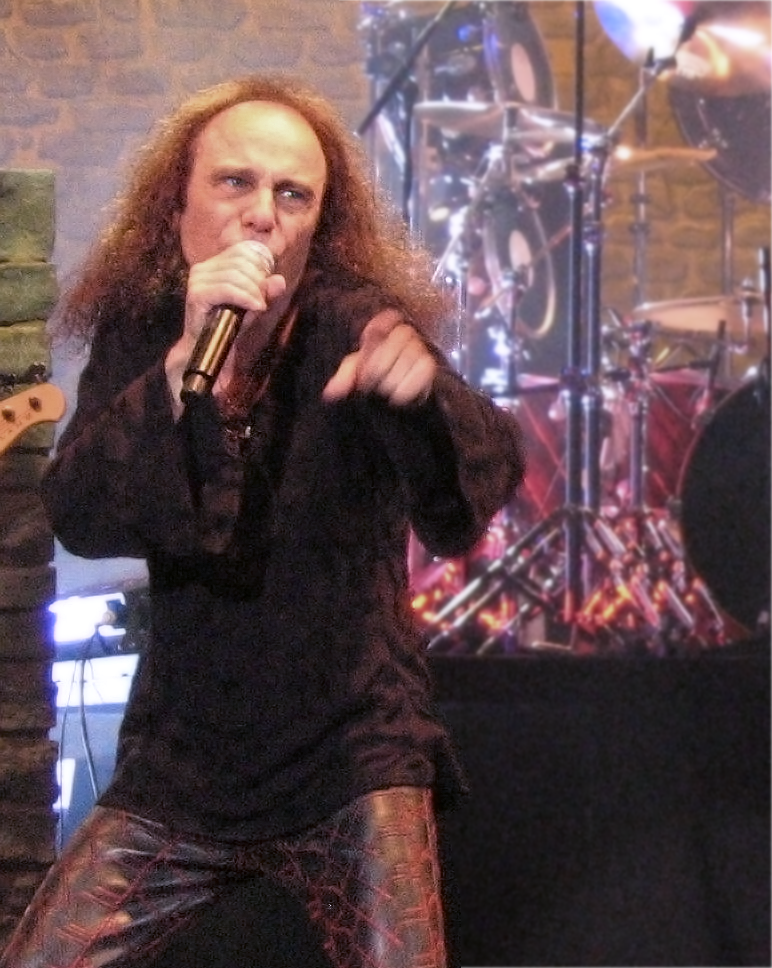
Ronnie James Dio (productie, zang e.d.)

Na het succes van Band Aid en USA for Africa besloten leden van de band Dio om in 1985 een hardrockversie te maken, omdat zij vonden dat de hardrock- en heavymetalwereld nog niet genoeg had bijgedragen aan de bestrijding van de honger in Afrika. 
Hear 'n Aid werd opgericht en veertig artiesten en honderden vrijwilligers deden mee aan dit project met als resultaat een single, een maxisingle en een elpee. Verder werd er wat merchandise uitgegeven, waaronder bandana's, een T-shirt, een documentaire op VHS-video en een button.
Op 20 en 21 mei 1985 kwamen veertig hardrock- en heavymetalartiesten bij elkaar om de single "Stars" op te nemen. Dit alles gebeurde in de studio's van A&M records te Los Angeles, Californië.
De artiesten zijn vooral afkomstig van de bands: Dio, Quiet Riot, Iron Maiden, Mötley Crüe, Twisted Sister, Queensrÿche, Blue Öyster Cult, Dokken, Night Ranger, Judas Priest, W.A.S.P., Rough Cutt, Journey, Y&T, Vanilla Fudge en Spinal Tap.

## De single Stars

### Artiesten
- Zang: Ronnie James Dio, Dave Meniketti, Rob Halford, Kevin DuBrow, Eric Bloom, Paul Shortino, Geoff Tate en Don Dokken.
- Gitaar: (solo's) Craig Goldy, Eddie Ojeda, Vivian Campbell, Brad Gillis, Neal Schon, George Lynch, Yngwie Malmsteen, Carlos Cavazo en Buck Dharma.
- Gitaar: Dave Murray en Adrian Smith (Iron Maiden)
- Achtergrondzang: Tommy Aldridge, Dave Alford, Carmine Appice, Vinny Appice, Jimmy Bain, Frankie Banali, Mick Brown, Vivian Campbell, Carlos Cavazo, Amir Derakh, Buck Dharma, Brad Gillis, Craig Goldy, Chris Hager, Chris Holmes, Blackie Lawless, George Lynch, Yngwie Malmsteen, Mick Mars, Dave Murray, Vince Neil, Ted Nugent, Eddie Ojeda, Jeff Pilson, David St. Hubbins, Rudy Sarzo, Claude Schnell, Neal Schon, Derek Smalls, Mark Stein, Matt Thorr.
- Drums: Vinny Appice en Frankie Banali.
- Basgitaar: Jimmy Bain
- Keyboard: Claude Schnell

Productie
- Ronnie James Dio

Tekstschrijvers
- Jimmy Bain, Vivian Campbell en Ronnie James Dio

## Elpee
De elpee start met de single "Stars", een langere versie, met meer gitaarsolo's. Vervolgens live-acts van diverse bands. De cd werd in de Verenigde Staten in 1994 uitgegeven en elders in het jaar 2000 of later.
- Hear 'n Aid – Stars
- Accept – Up to the Limit
- Motörhead – On the Road
- Rush – Distant Early Warning
- KISS – Heaven's on Fire
- Jimi Hendrix – Can You See Me
- Dio – Hungry for Heaven
- Y&T – Go for the Throat
- Scorpions – The Zoo

Door vertraging werd alles op 1 januari 1986 uitgebracht. Ondanks deze vertraging bracht het hele project in totaal meer dan $10 miljoen Amerikaanse dollar op voor het goede doel.